# Chlorid curitý
Chlorid curitý je anorganická sloučenina s chemickým vzorcem CmCl3.

## Příprava
Chlorid curitý lze připravit reakcí chlorovodíku s oxidem curičitým, oxidem curitým nebo chloridem-oxidem curitým při teplotě 400-600 °C:
CmOCl + 2 HCl → CmCl3 + H2O
Cm2O3 + 6 HCl → 2 CmCl3 + 3 H2O
Lze jej také připravit rozpuštěním kovového curia ve zředěné kyselině chlorovodíkové:
2 Cm + 6 HCl → 2 CmCl3 + 3 H2
Tato metoda má však mnoho nevýhod spojených s probíhající hydrolýzou a hydratací výsledné sloučeniny ve vodném roztoku, kvůli čemuž je velmi náročné získat čistý produkt.
Lze jej také reakcí nitridu curitého s chloridem kademnatým:
2 CmN + 3 CdCl2 → 2 CmCl3 + Cd3N2

## Vlastnosti
Chlorid curitý je bezbarvá až bílá krystalická pevná látka, která je špatně rozpustná ve vodě. Krystalizuje v hexagonální soustavě typu chloridu uranitého s prostorovou grupou P63/m (číslo 176) a mřížkovými parametry a = 726 pm, c = 414 pm a dvěma molekulami na elementární buňku. Ve struktuře je každý atom curia obklopen devíti atomy chloru, čímž vzniká trigonální prizma s třemi přidanými vrcholy. Délka vazby mezi curiem a chlorem je 260 a 291 pm.